# 浆细胞

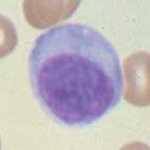
浆细胞

浆细胞（英語：plasma cell，plasma B cell）亦称效应B细胞（effector B cell）、抗体分泌细胞，是免疫系统中释放大量抗体的一种淋巴细胞。直径10-20μm，细胞核较小，占细胞的一半以下，多偏于一侧，偶尔可有双核。浆细胞的染色质粗密、 聚集成堆、常呈紫丁香色、不均匀，在近核处一边常伸出半月状淡染区；浆中偶见有空泡或有泡沫感。
浆细胞系统包括原始浆细胞、幼浆细胞、Russell小体、Dutcher小体和火焰状细胞等部分。
浆细胞是由B细胞对于CD4+淋巴细胞的刺激异化而来，因此也称浆胞。抗原入侵后，B细胞起到APC（抗原呈递细胞）的作用，吞噬了相应的抗原。此抗原被B细胞的吞噬作用（phagocytosis）吸收后，在吞噬体（phagosomes）中因和溶酶體（lysosomes）结合而分解，释放出附着在抗原上的蛋白酶。酶分解了抗原后，抗原的碎片附着在MHC II（主要组织相容性复合体 II）分子上，并出现在B細胞表面。CD4+輔助型T細胞會辨識MHC II/抗原並與之结合，激活B细胞。该激活过程包括B细胞异化为漿细胞以及紧接下来的抗体生成过程以消灭抗原。